# Знам'янська міська територіальна громада
Знам'янська міська громада — територіальна громада в Україні, у Кропивницькому районі Кіровоградської області. Адміністративний центр — місто Знам'янка.

## Історія
Утворена 12 червня 2020 року шляхом об'єднання Знам'янської міської, Знам'янської Другої селищної та Петрівської сільської рад Кропивницького району.

## Населені пункти
До складу громади входять 1 місто Знам'янка 1 селище Знам'янка Друга і 4 села Водяне, Новоолександрівка, Петрове та Сокільники.